# 戴震墓
戴东原墓是清代学者、休宁隆阜人戴震的墓地，位于安徽黄山市休宁县商山镇东北几山头，靠近屯溪区。墓地面积40平方米，封土高1．5米，墓碑上有"隆阜戴氏，皇清特赐进士出身，敕授文林郎翰林院庶吉士，先考东原府君，先姚朱氏孺人合墓"字样。墓前有石砌享堂20平方米。
1981年9月8日，戴东原墓公布为第一批安徽省文物保护单位。